# Albert Nummelin
Albert Vilhelm Nummelin, född 26 maj 1887 i Helsingfors, död 5 februari 1960 i Göteborg, var en svensk bowlare. Han var den förste svensk att slå 300 poäng i en serie, vilket skedde den 11 mars 1928. Han tävlade för BK Tian i Göteborg.